# Nakajima Kotobuki
Der Nakajima Ha-1 Kotobuki (jap. 寿, dt. „Langlebigkeit“) war eine Flugzeugmotor des japanischen Herstellers Nakajima Hikōki. Der Sternmotor war ein Lizenzbau des britischen Motors Bristol Jupiter.

## Entwicklung und Konstruktion
Im Jahr 1917 gründete Chikuhei Nakajima ein Unternehmen zum Bau von Flugzeugen in Ojima (heute Ōta) in der Präfektur Gunma. Das erste Flugzeug – die Nakajima Typ 1 – wurde 1918 gebaut. Die Maschine wurde von einem US-amerikanischen Motor angetrieben. Im Jahr 1920 schickte das Unternehmen Kimihei Nakajima nach Frankreich, um die europäischen Fortschritte im Flugzeugbau zu erforschen und 1922 begann es mit der Fertigung eigener Motoren in einer neuen Fabrik in Tokio. Gebaut wurden Triebwerke auf Basis des luftgekühlten Zweizylinderboxermotors Lawrance A-3.

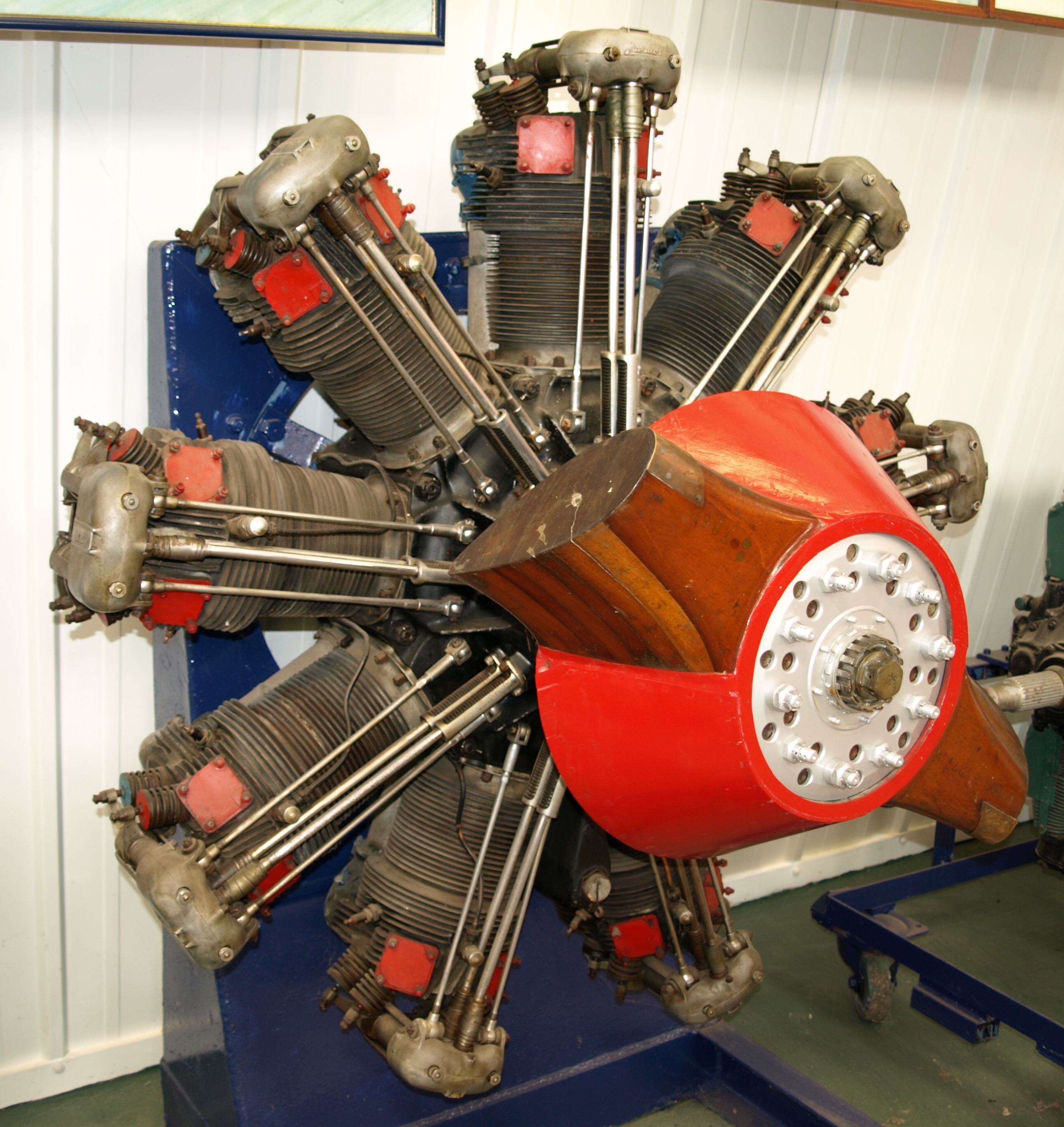
Bristol Jupiter VII, ausgestellt in der Shuttleworth Collection

Zu dieser Zeit war die Bauform des Lawrance-Motors eher eine Seltenheit, denn die meisten zeitgenössischen, luftgekühlten Motoren waren Umlaufmotoren, deren Zylinder zusammen mit dem Propeller rotierten. Kimihei jedoch hörte von einem herkömmlichen Hubkolbenmotor mit guter Kühlleistung, der zu dieser Zeit in England entwickelt wurde. Ihm fiel das britische Kampfflugzeug Gloster Gamecock mit seinem Bristol-Jupiter-Triebwerk auf, dessen Konstruktion seiner Zeit voraus was. So verfügte der Motor über Stößel mit automatischem Ventilspielausgleich, Spiralrohren für eine gleichmäßige Ansaugverteilung und vier Ventilen pro Zylinder. 1925 erhielt er eine Baulizenz für den Jupiter. Nach dem Besuch zweier Ingenieure der Bristol Aeroplane Company wurde die Produktion der Jupiter-Typen 6 mit einer Nennleistung von 420 PS (309 kW) und 7 mit 450 PS (331 kW) und Kompressor im Jahr 1927 bei Nakajima aufgenommen.

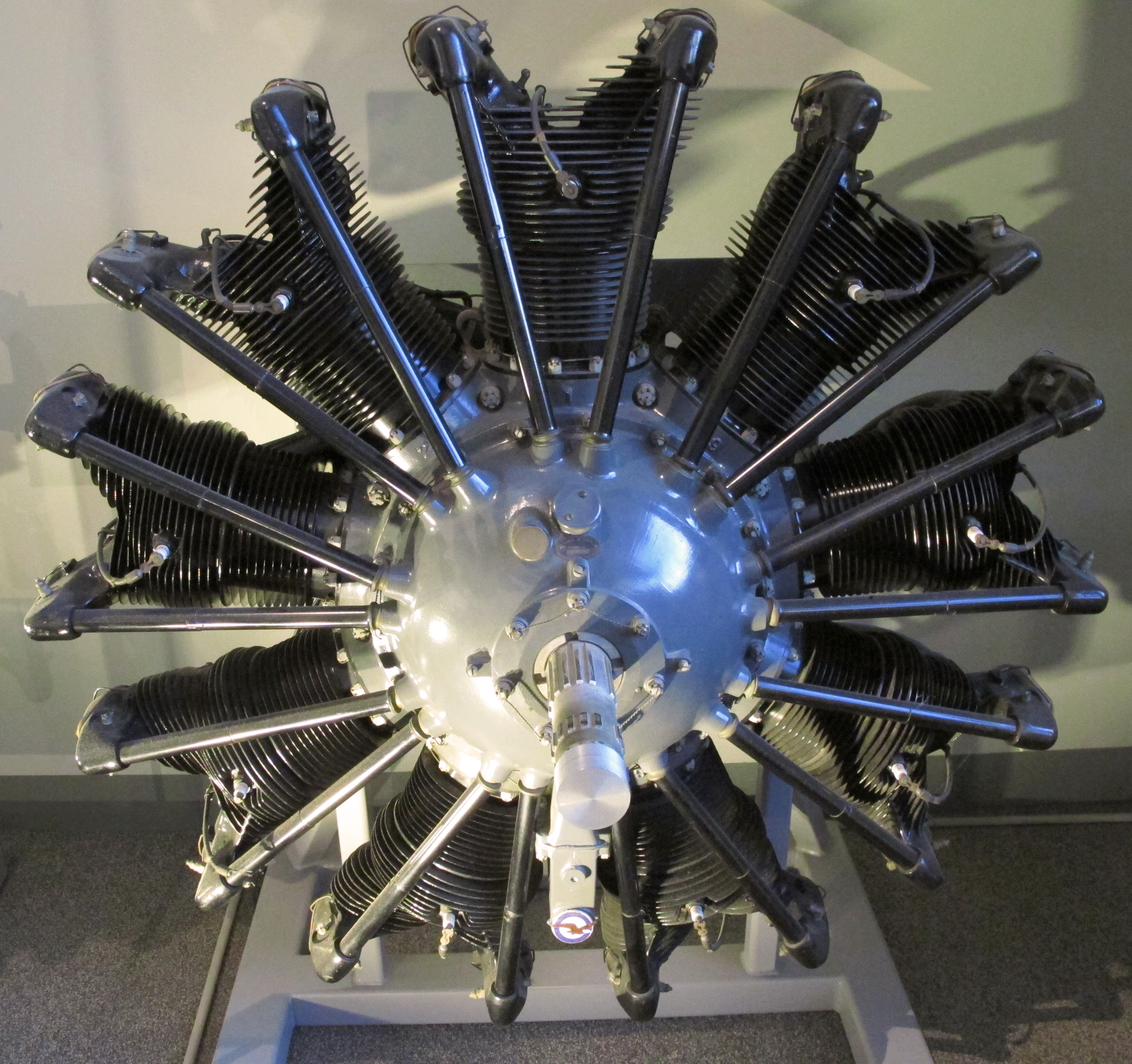
Pratt & Whitney Wasp

Nach der Evaluierung der Neunzylindersternmotorenbaureihe Pratt & Whitney Wasp versuchte Nakajima die Vorteile des Jupiter mit der rationalen Konstruktion des Wasp zu vereinen. So baute Nakajima eine Reihe von Einzelstücken mit den Bezeichnungen AA, AB, AC und AD zu technischen Forschungszwecken. Die darauffolgende Konstruktion mit der Bezeichnung AE war schließlich mit einer Bohrung von 160 Millimetern und einem Kolbenhub von 170 Millimetern erfolgversprechend.
Prototypen wurden gebaut und Funktionstests unterzogen, aber aufgrund des komplexen Aufbaus wurde das Design zunächst aufgegeben. Nakajima experimentierte weiter mit unterschiedlichen Zylinderentwürfen. 1929 schließlich wurde der Entwurf AH mit einer Bohrung von 146 Millimetern, einem Hub von 160 Millimetern und einem Hubraum von 24,1 Litern fertiggestellt. Dieses Modell war die finale Version der Entwicklung.
Im Juni 1930 war der erste Prototyp fertiggestellt und bestand die Dauertests für die Zulassung. Danach wurden Flugtests mit einer Nakajima A2N durchgeführt. Im Dezember 1931 wurde der Motor von der Kaiserlich Japanischen Marine für die Nakajima C3N unter der Bezeichnung Ha-1 Ko abgenommen. Damit hatte Nakajima den ersten japanischen luftgekühlten Neunzylindermotor entwickelt. Der Motor wurde aufgrund der Verbindung zum Jupiter mit dem Namen Kotobuki versehen.
Der Kotobuki wurde zum Hikari mit einer Bohrung von 160 Millimetern, einem Hub von 180 Millimetern, einem Hubraum von 32,6 Litern und einer Nennleistung von 720 PS (530 kW) weiterentwickelt, der in den Flugzeugtypen Nakajima A4N und Yokosuka B4Y zum Einsatz kam.
Um die Leistung weiter zu erhöhen, wurde die Grundkonstruktion schließlich auf vierzehn Zylinder in zwei Reihen erweitert und unter der Bezeichnung Nakajima Ha-5 gebaut.

## Versionen
2-Kai-1Nennleistung 585 PS (430 kW)
2-Kai-3Nennleistung 610 PS (449 kW)
3-KaiNennleistung 710 PS (522 kW)

## Verwendung
- Aichi D1A
- Mitsubishi A5M
- Mitsubishi K3M
- Mitsubishi Ki-18
- Nakajima A1N2
- Nakajima A2N
- Nakajima Ki-8
- Nakajima Ki-27
- Nakajima E4N
- Nakajima E8N
- Nakajima Ki-34
- Nakajima Typ 91